# Clayton Ince
Clayton Ince   (Arima, 12 de juliol de 1972) és un exfutbolista de Trinitat i Tobago de la dècada de 1990.
Fou 79 cops internacional amb la selecció de Trinitat i Tobago.
Pel que fa a clubs, destacà a Defence Force, Crewe Alexandra, Coventry City FC i Walsall.